# Pseudeuophrys
Pseudeuophrys Dahl, 1912 è un genere di ragni appartenente alla famiglia Salticidae.

## Etimologia
Il nome è composto dal prefisso greco ψεῦδο-, psèudo-, che significa falso, non corrispondente a e dal genere Euophrys, con il quale ha varie caratteristiche in comune, ma diverse differenze filogenetiche.

## Distribuzione
Le cinque specie oggi note di questo genere sono diffuse in varie località della regione paleartica; negli USA la presenza della sola P. erratica risulta per introduzione da parte dell'uomo.
In Italia sono state reperite cinque specie di questo genere.

## Tassonomia
Rimosso dalla sinonimia con Euophrys C. L. Koch, 1834 da uno studio di Zabka del 1997 e uno di Logunov del 1998, contra uno studio di Prószynski del 1962.
A dicembre 2010, si compone di otto specie:
- Pseudeuophrys erratica (Walckenaer, 1826)[3] — Regione paleartica (presente in Italia) (USA, introdotto)
- Pseudeuophrys iwatensis Bohdanowicz & Prószynski, 1987 — Russia, Cina, Corea, Giappone
- Pseudeuophrys lanigera (Simon, 1871) — Europa occidentale e centrale (presente in Italia)
- Pseudeuophrys nebrodensis Alicata & Cantarella, 2000 — Sicilia
- Pseudeuophrys obsoleta (Simon, 1868) — Regione paleartica (presente in Italia)
- Pseudeuophrys pallidipes Dobroruka, 2002 — Creta
- Pseudeuophrys pascualis (O. P.-Cambridge, 1872) — Israele
- Pseudeuophrys vafra (Blackwall, 1867) — Isole Azzorre, Madeira, Mediterraneo (presente in Italia)

### Specie trasferite
- Pseudeuophrys prinkipona (Roewer, 1951); trasferita al genere Saitis Simon, 1876[1]
- Pseudeuophrys sengleti Metzner, 1999; trasferita al genere Saitis Simon, 1876[1]

### Nomen dubium
- Pseudeuophrys callida (Walckenaer, 1802); questi esemplari, originariamente ascritti al genere Aranea, a seguito di uno studio di Bonnet del 1956 sono da considerarsi nomen dubium[1]